# Sweat (film)
Sweat är en polsk-svensk dramafilm från 2020 regisserad av Magnus von Horn.
Filmen handlar om fitnessinstruktören Sylwia Zajac. Hon är en kändis i sociala medier, omgiven av lojala anställda och beundrare, men hon letar efter äkta intimitet.

## Rollista (i urval)
- Magdalena Koleśnik – Sylwia
- Julian Swiezewski – Klaudiusz
- Zbigniew Zamachowski – Fryderyk